# 柳生俊益
柳生 俊益（やぎゅう とします）は、江戸時代末期の大名、明治時代から昭和初期の日本の華族。大和柳生藩の第13代（最後）藩主、同藩の初代（最後）藩知事、子爵。

## 生涯
高家旗本・武田信之の五男。文久2年（1862年）9月25日、先代藩主で兄の俊順が死去したため、その養嗣子として跡を継いだ。同年12月16日、従五位下・但馬守に叙任する。
幕末の動乱期の中でははじめは佐幕派で、京都警備や摂津の海上警備、大坂警備などを務めている。しかし藩内で尊皇派と佐幕派が対立し、一時は将軍の剣術指南役ということから佐幕派が優位に立ったが、後に尊皇派が盛り返して血を見る騒動にまで発展し、最終的な藩論は尊皇に決した。慶応4年（1868年）1月25日に上洛して恭順の姿勢を示した。
明治2年（1869年）6月24日、版籍奉還により知藩事となる。このときに俊郎（としろう）と改名した。その後、藩政改革を行なった。明治4年（1871年）7月15日、廃藩置県により免官される。明治17年、子爵となった。大正4年（1915年）10月に隠居し、養子の俊久（実父小笠原長守）に家督を譲った。昭和2年（1927年）9月2日、77歳で死去した。
| 日本の爵位 | 日本の爵位                      | 日本の爵位    |
| ---------- | ------------------------------- | ------------- |
| 先代 叙爵  | 子爵 柳生家初代 1884年 - 1915年 | 次代 柳生俊久 |